# Lessac
Lessac est une commune française, située dans le département de la Charente (région Nouvelle-Aquitaine).
Ses habitants sont les Lessacois et les Lessacoises.

## Géographie

### Localisation et accès
Lessac est une commune de la Charente limousine située dans la vallée de la Vienne et 6 km au nord de Confolens. Elle est limitrophe du département de la Vienne.
Lessac est aussi à 6 km au sud d'Availles-Limouzine, 52 km de Limoges, 62 km d'Angoulême, la préfecture, et 63 km de Poitiers.
La commune est traversée par la D 951, maillon de la route Centre-Europe Atlantique entre Angoulême et Guéret par Bellac, qui contourne Confolens en passant à 0,3 km au sud du bourg (échangeur avec la D 71) et traverse la Vienne. La D 71 dessert le bourg en longeant la Vienne, reliant Confolens et Availles. La D 948, route de Confolens à Civray, Niort et Poitiers, passe en limite de commune à l'ouest.

### Hameaux et lieux-dits
La commune relativement étendue compte de nombreux hameaux : Sainte-Radegonde en face de Saint-Germain, la Barde et Villemessent plus à l'ouest, le Verger au nord, Bel-Air, Chassenay, Boisbuchet, etc. ainsi que de nombreuses fermes.

### Communes limitrophes
| Pressac (Vienne) | Availles-Limouzine (Vienne) |                    |
| Hiesse           | Lessac                      | Abzac              |
|                  | Confolens                   | Brillac (sur 50 m) |

### Géologie et relief
Comme toute cette partie nord-est du département de la Charente qu'on appelle la Charente limousine, la commune se trouve sur le plateau du Limousin, partie occidentale du Massif central, composé de roches cristallines et métamorphiques, relique de la chaîne hercynienne.
Le sol de la commune se compose essentiellement de granit, de gneiss et de diorite. Les plateaux de l'ouest de la commune sont couverts d'arènes sablo-argileuses de nature détritique,,.
La commune de Lessac occupe un vaste plateau d'une altitude moyenne de 210 m traversé par la vallée de la Vienne. Sa principale partie et son bourg se trouvent sur sa rive gauche. Le point le plus bas est situé le long de cette rivière, au nord et sur la limite départementale, à 122 m d'altitude. Le point le plus haut est à 232 m, à la Cayanne. Le bourg est à environ 147 m d'altitude.

### Hydrographie

#### Réseau hydrographique
La commune est située dans la région hydrographique de « la Loire de la Vienne (c) à la Maine (nc) », une partie du Bassin de la Loire, au sein  du Bassin Loire-Bretagne. Elle est drainée par la Vienne, la Clouère, l'Issoire, la Martinie, le Préobe le Montaumart et par divers petits cours d'eau, qui constituent un réseau hydrographique de 52 km de longueur totale,.
La commune est baignée par la Vienne. D'une longueur totale de 363,3 km, ce cours d'eau prend sa source en Corrèze, sur le plateau de Millevaches, dans la commune de Volx et se jette  dans la Loire dans la Corrèze, à Saint-Setiers, après avoir traversé 99 communes.
Sur la commune de Lessac naît la Clouère, d'une longueur totale de 76,3 km, qui prend sa source dans la commune et se jette dans le Clain dans la Vienne, à Vivonne, après avoir traversé 13 communes.

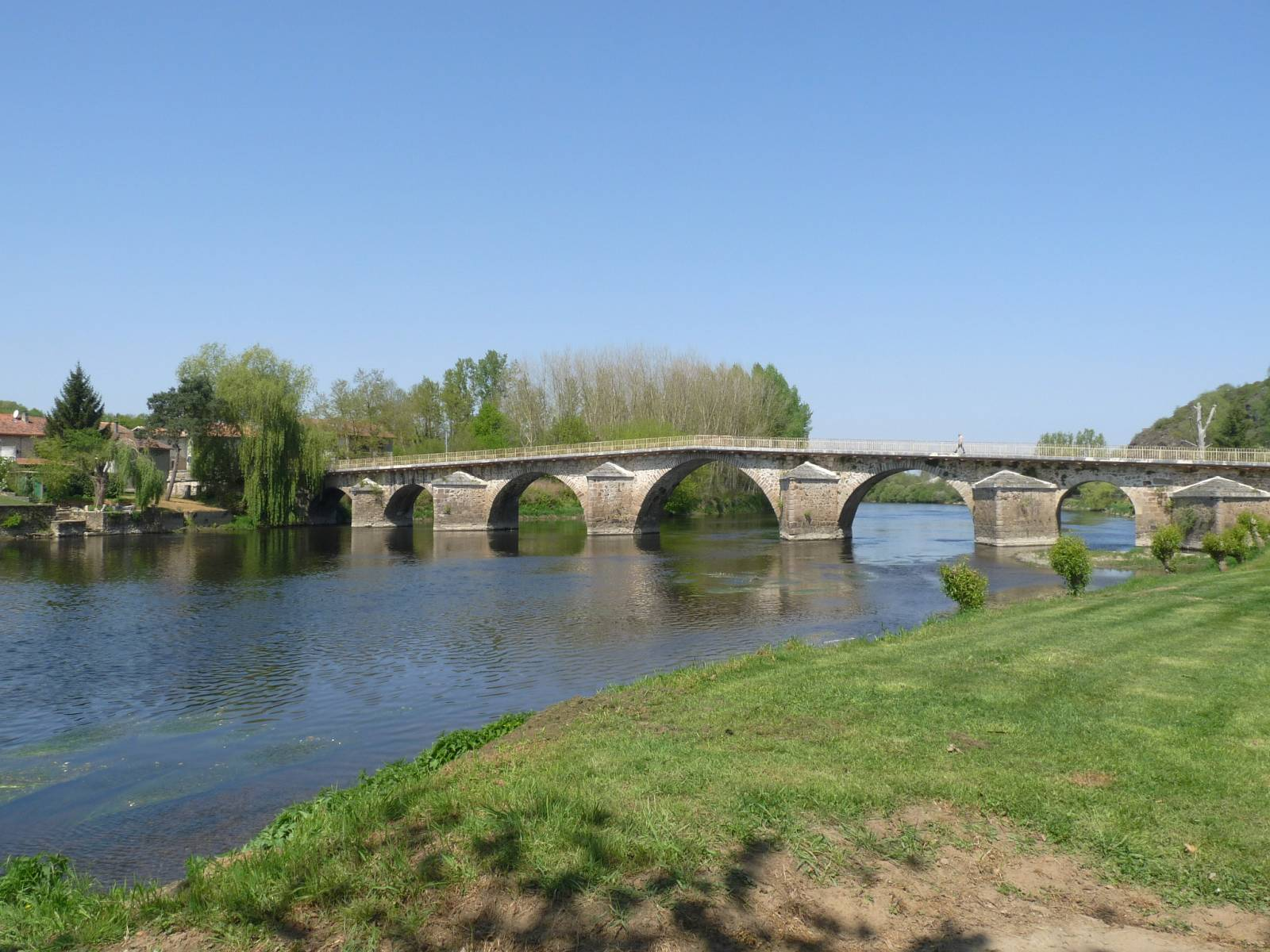
Le pont sur la Vienne de Saint-Germain-de-Confolens à Sainte-Radegonde.
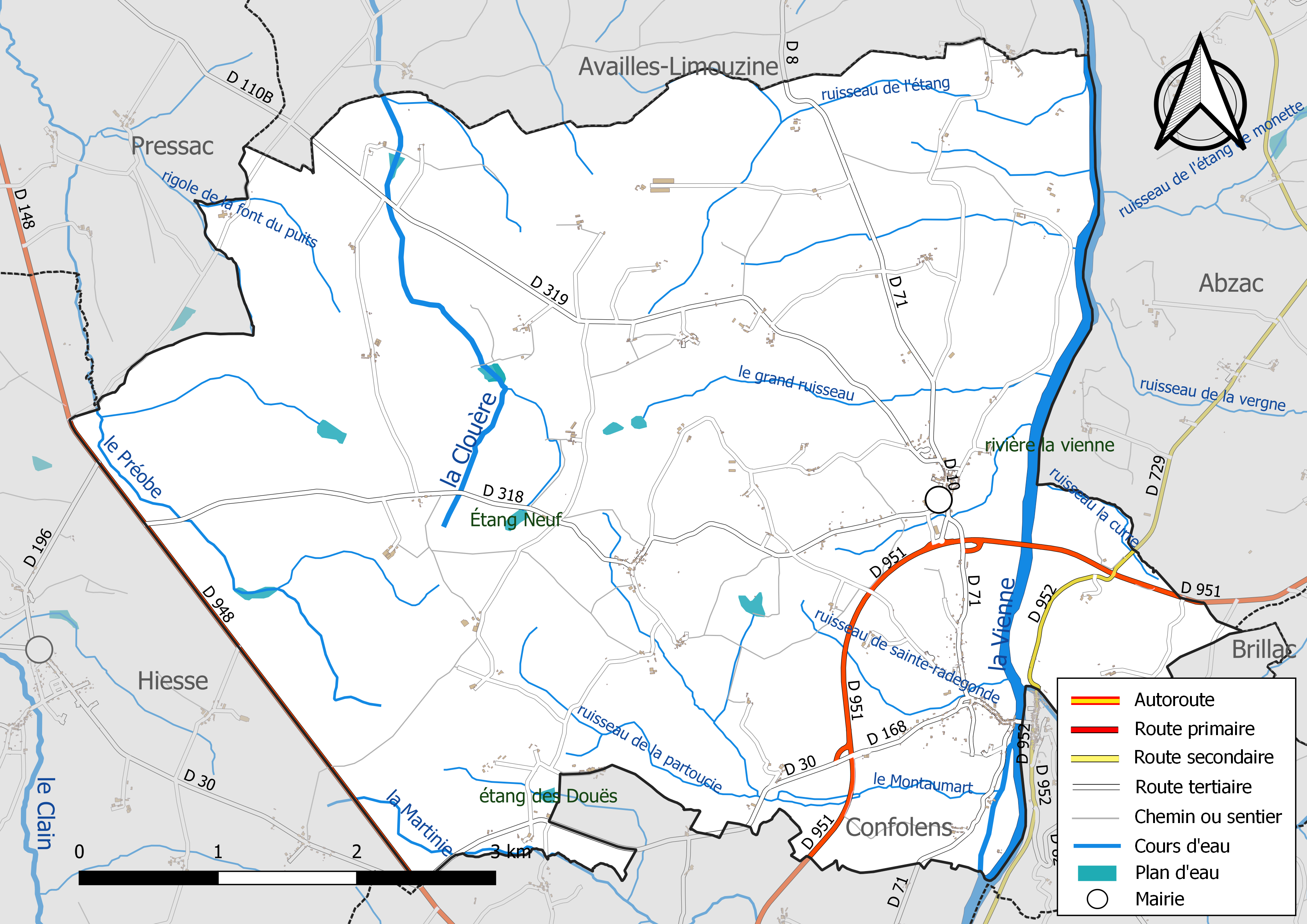
Réseaux hydrographique et routier de Lessac

#### Gestion des eaux
Le territoire communal est couvert par les schémas d'aménagement et de gestion des eaux (SAGE) « Clain » et « Vienne ». Le SAGE « Clain», dont le territoire correspond au bassin du Clain, d'une superficie de 2 882 km2, a été approuvé le 11 mai 2021. La structure porteuse de l'élaboration et de la mise en œuvre est l'établissement public territorial de bassin Vienne. Le SAGE « Vienne», dont le territoire correspond au bassin du bassin de la Vienne, d'une superficie de 7 060 km2, a été approuvé le 1er juin 2006. La structure porteuse de l'élaboration et de la mise en œuvre est l'établissement public territorial de bassin Vienne. Ils définissent chacun sur leur territoire les objectifs généraux d’utilisation, de mise en valeur et de protection quantitative et qualitative des ressources en eau superficielle et souterraine, en respect des objectifs de qualité définis dans le troisième SDAGE  du Bassin Loire-Bretagne qui couvre la période 2022-2027, approuvé le 18 mars 2022.

### Climat
Le climat est océanique dégradé. C'est celui de la Charente limousine, plus humide et plus frais que celui du reste du département.

## Urbanisme

### Typologie
Au 1er janvier 2024, Lessac est catégorisée commune rurale à habitat dispersé, selon la nouvelle grille communale de densité à 7 niveaux définie par l'Insee en 2022.
Elle est située hors unité urbaine. Par ailleurs la commune fait partie de l'aire d'attraction de Confolens, dont elle est une commune de la couronne,. Cette aire, qui regroupe 14 communes, est catégorisée dans les aires de moins de 50 000 habitants,.

### Occupation des sols
L'occupation des sols de la commune, telle qu'elle ressort de la base de données européenne d’occupation biophysique des sols Corine Land Cover (CLC), est marquée par l'importance des territoires agricoles (80,3 % en 2018), en diminution par rapport à 1990 (82,9 %). La répartition détaillée en 2018 est la suivante : 
prairies (66,5 %), forêts (16,1 %), terres arables (7,5 %), zones agricoles hétérogènes (6,2 %), zones urbanisées (2 %), eaux continentales (1,6 %). L'évolution de l’occupation des sols de la commune et de ses infrastructures peut être observée sur les différentes représentations cartographiques du territoire : la carte de Cassini (XVIIIe siècle), la carte d'état-major (1820-1866) et les cartes ou photos aériennes de l'IGN pour la période actuelle (1950 à aujourd'hui).

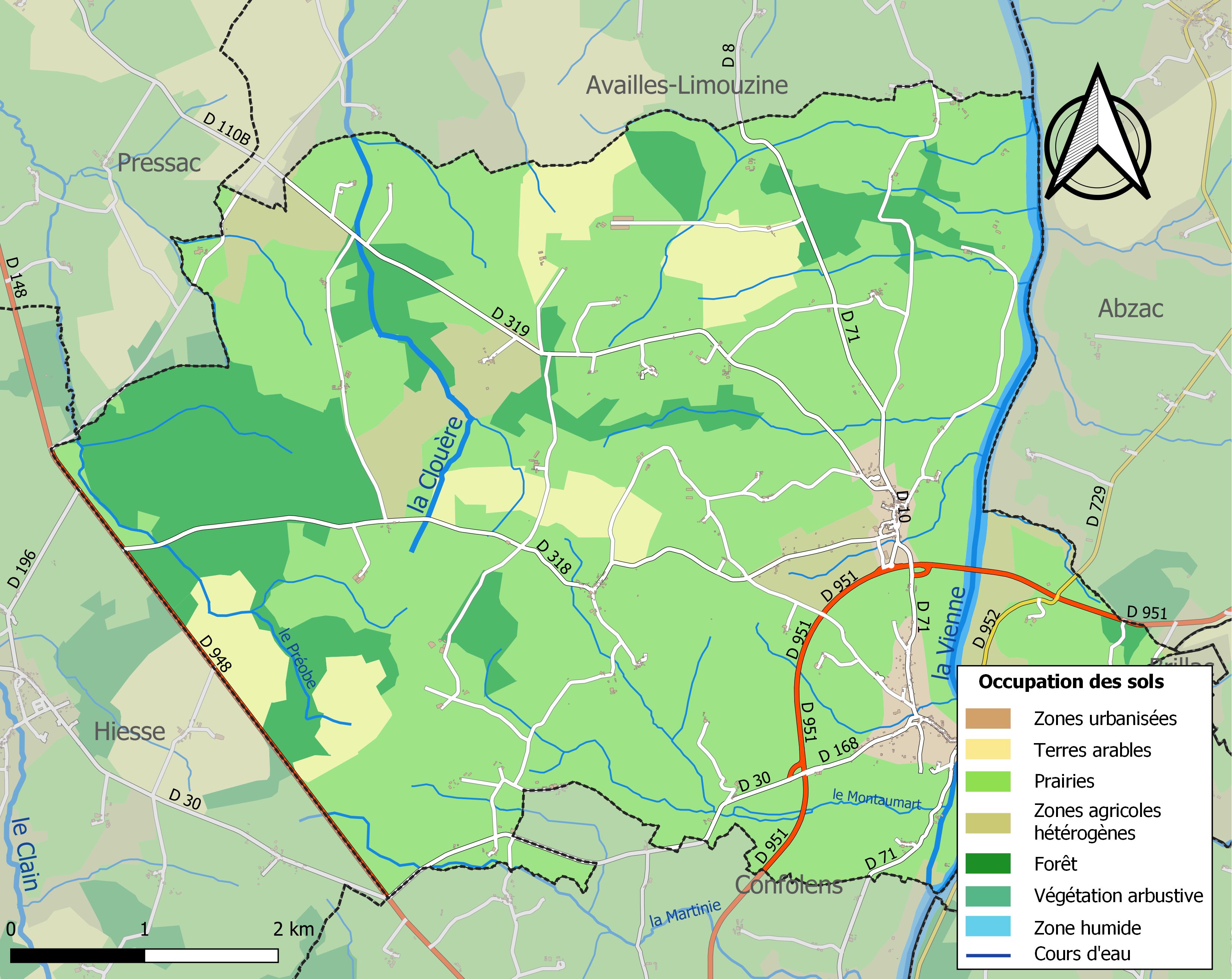
Carte des infrastructures et de l'occupation des sols de la commune en 2018 (CLC).

### Risques majeurs
Le territoire de la commune de Lessac est vulnérable à différents aléas naturels : météorologiques (tempête, orage, neige, grand froid, canicule ou sécheresse), inondations et séisme (sismicité faible). Il est également exposé à deux risques technologiques, le transport de matières dangereuses et la rupture d'un barrage, et à un risque particulier : le risque de radon. Un site publié par le BRGM permet d'évaluer simplement et rapidement les risques d'un bien localisé soit par son adresse soit par le numéro de sa parcelle.

#### Risques naturels
Certaines parties du territoire communal sont susceptibles d’être affectées par le risque d’inondation par débordement de cours d'eau, notamment la Vienne, l'Issoire et la Clouère. La commune a été reconnue en état de catastrophe naturelle au titre des dommages causés par les inondations et coulées de boue survenues en 1982, 1983, 1993, 1995 et 1999,.

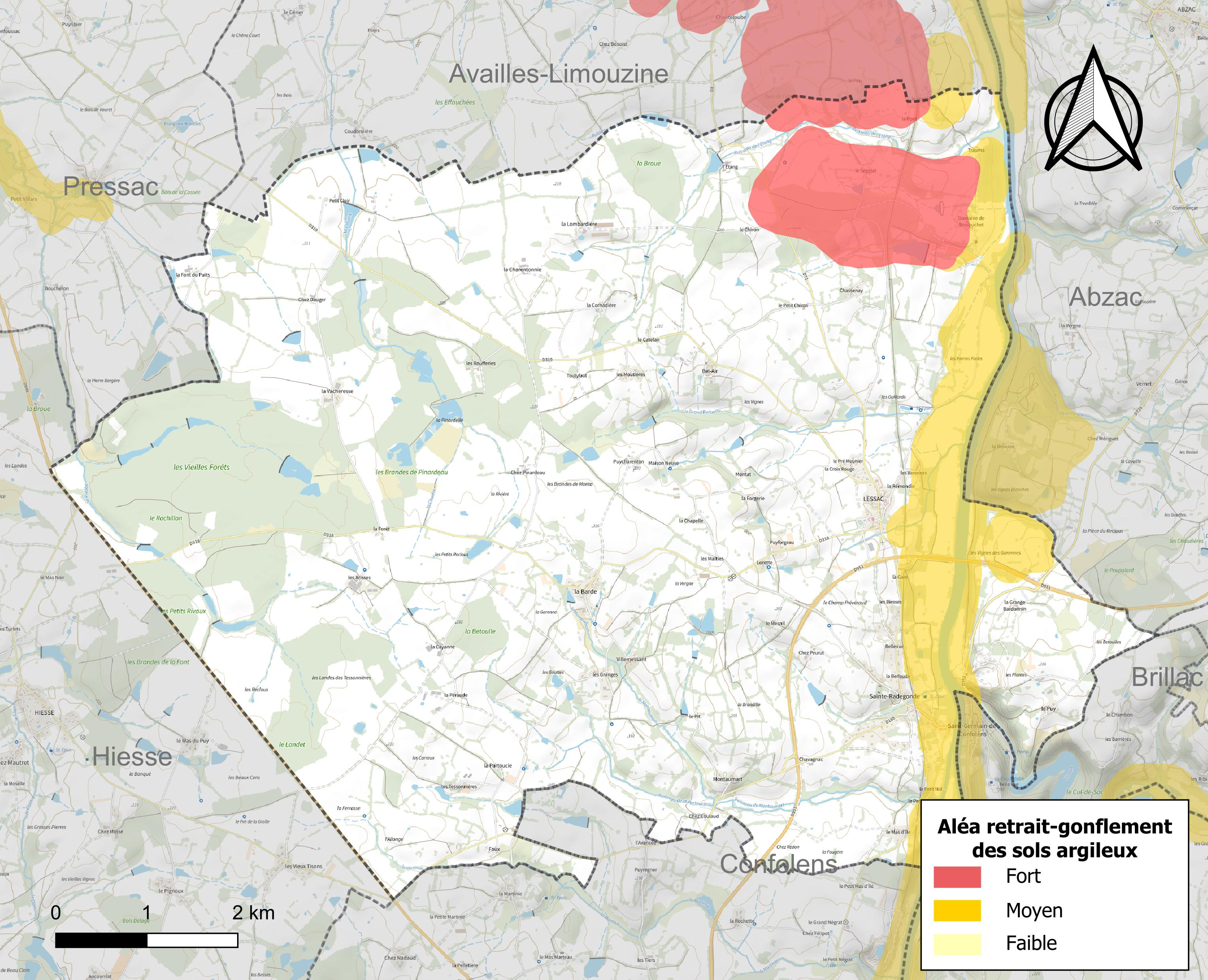
Carte des zones d'aléa retrait-gonflement des sols argileux de Lessac.

Le retrait-gonflement des sols argileux est susceptible d'engendrer des dommages importants aux bâtiments en cas d’alternance de périodes de sécheresse et de pluie. 12,5 % de la superficie communale est en aléa moyen ou fort (67,4 % au niveau départemental et 48,5 % au niveau national). Sur les 361 bâtiments dénombrés sur la commune en 2019, 66 sont en aléa moyen ou fort, soit 18 %, à comparer aux 81 % au niveau départemental et 54 % au niveau national. Une cartographie de l'exposition du territoire national au retrait gonflement des sols argileux est disponible sur le site du BRGM,.
Par ailleurs, afin de mieux appréhender le risque d’affaissement de terrain, l'inventaire national des cavités souterraines permet de localiser celles situées sur la commune.
Concernant les mouvements de terrains, la commune a été reconnue en état de catastrophe naturelle au titre des dommages causés par des mouvements de terrain en 1999.

#### Risques technologiques
Le risque de transport de matières dangereuses sur la commune est lié à sa traversée par une ou des infrastructures routières ou ferroviaires importantes ou la présence d'une canalisation de transport d'hydrocarbures. Un accident se produisant sur de telles infrastructures est susceptible d’avoir des effets graves sur les biens, les personnes ou l'environnement, selon la nature du matériau transporté. Des dispositions d’urbanisme peuvent être préconisées en conséquence.
La commune est en outre située en aval des barrages de Lavaud-Gelade et Vassivière, des ouvrages de classes A. À ce titre elle est susceptible d’être touchée par l’onde de submersion consécutive à la rupture de cet ouvrage.

#### Risque particulier
Dans plusieurs parties du territoire national, le radon, accumulé dans certains logements ou autres locaux, peut constituer une source significative d’exposition de la population aux rayonnements ionisants. Certaines communes du département sont concernées par le risque radon à un niveau plus ou moins élevé. Selon la classification de 2018, la commune de Lessac est classée en zone 3, à savoir zone à potentiel radon significatif.

## Toponymie
Les formes anciennes sont Lessiaco, Essaco.
L'origine du nom de Lessac remonterait à un nom de personne gallo-romain Lacceius ou Lascius auquel est apposé le suffixe -acum, ce qui correspondrait à Lacceiacum, « domaine de Lacceius ».

### Langues
La commune est dans la partie occitane de la Charente qui en occupe le tiers oriental, et le dialecte est marchois. Elle se nomme aussi Lessac en occitan.

## Histoire
Les plus anciens registres paroissiaux remontent à 1610.
Au début du XXe siècle, l'industrie était représentée par une tannerie à Sainte-Radegonde et par un moulin sur la Vienne.
Entre 1887 et 1988, la commune était traversée par la ligne de Roumazières-Loubert au Vigeant dans sa section entre Confolens et Availles et une gare était située au bourg.

## Administration
| Période                                  | Période  | Identité    | Étiquette | Qualité              |
| ---------------------------------------- | -------- | ----------- | --------- | -------------------- |
| Les données manquantes sont à compléter. |          |             |           |                      |
| 1997                                     | 2008     | Paul Lévy   | PS        | Conseiller général   |
| 2008                                     | En cours | Éric Pinaud | SE        | Conseiller financier |

### Aire urbaine
Depuis 2010, l'aire urbaine de Confolens regroupe les communes d'Ansac-sur-Vienne, Confolens, Esse et Lessac.

## Démographie

### Évolution démographique
L'évolution du nombre d'habitants est connue à travers les recensements de la population effectués dans la commune depuis 1793. Pour les communes de moins de 10 000 habitants, une enquête de recensement portant sur toute la population est réalisée tous les cinq ans, les populations de référence des années intermédiaires étant quant à elles estimées par interpolation ou extrapolation. Pour la commune, le premier recensement exhaustif entrant dans le cadre du nouveau dispositif a été réalisé en 2008.

En 2022, la commune comptait 534 habitants, en évolution de −2,2 % par rapport à 2016 (Charente : −0,48 %, France hors Mayotte : +2,11 %).
| 1793 | 1800 | 1806 | 1821 | 1831 | 1841 | 1846 | 1851 | 1856 |
| ---- | ---- | ---- | ---- | ---- | ---- | ---- | ---- | ---- |
| 976  | 759  | 773  | 817  | 890  | 888  | 948  | 899  | 932  |

| 1861 | 1866 | 1872 | 1876 | 1881 | 1886 | 1891 | 1896 | 1901  |
| ---- | ---- | ---- | ---- | ---- | ---- | ---- | ---- | ----- |
| 938  | 937  | 985  | 939  | 930  | 957  | 979  | 984  | 1 027 |

| 1906  | 1911  | 1921 | 1926 | 1931 | 1936 | 1946 | 1954 | 1962 |
| ----- | ----- | ---- | ---- | ---- | ---- | ---- | ---- | ---- |
| 1 012 | 1 044 | 988  | 881  | 773  | 753  | 766  | 757  | 657  |

| 1968 | 1975 | 1982 | 1990 | 1999 | 2006 | 2008 | 2013 | 2018 |
| ---- | ---- | ---- | ---- | ---- | ---- | ---- | ---- | ---- |
| 648  | 591  | 587  | 586  | 531  | 576  | 588  | 557  | 525  |

| 2022 | - | - | - | - | - | - | - | - |
| ---- | - | - | - | - | - | - | - | - |
| 534  | - | - | - | - | - | - | - | - |

### Pyramide des âges
La population de la commune est relativement âgée.
En 2018, le taux de personnes d'un âge inférieur à 30 ans s'élève à 29,7 %, soit en dessous de la moyenne départementale (30,2 %). À l'inverse, le taux de personnes d'âge supérieur à 60 ans est de 35 % la même année, alors qu'il est de 32,3 % au niveau départemental.
En 2018, la commune comptait 261 hommes pour 264 femmes, soit un taux de 50,29 % de femmes, légèrement inférieur au taux départemental (51,59 %).
Les pyramides des âges de la commune et du département s'établissent comme suit.
| Hommes | Classe d’âge | Femmes |
| ------ | ------------ | ------ |
| 0,8    | 90 ou +      | 1,5    |
| 9,2    | 75-89 ans    | 11,4   |
| 24,9   | 60-74 ans    | 22,3   |
| 21,1   | 45-59 ans    | 25,4   |
| 11,1   | 30-44 ans    | 12,9   |
| 17,6   | 15-29 ans    | 14,8   |
| 15,3   | 0-14 ans     | 11,7   |

| Hommes | Classe d’âge | Femmes |
| ------ | ------------ | ------ |
| 1      | 90 ou +      | 2,7    |
| 9,2    | 75-89 ans    | 12     |
| 20,6   | 60-74 ans    | 21,3   |
| 20,7   | 45-59 ans    | 20,3   |
| 16,8   | 30-44 ans    | 16     |
| 15,6   | 15-29 ans    | 13,4   |
| 16,1   | 0-14 ans     | 14,3   |

## Économie

### Agriculture
Lessac est une commune essentiellement agricole.

### Commerces
La ville la plus proche est Confolens, mais le bourg possède un bureau de poste, un café-épicerie et un salon de coiffure.

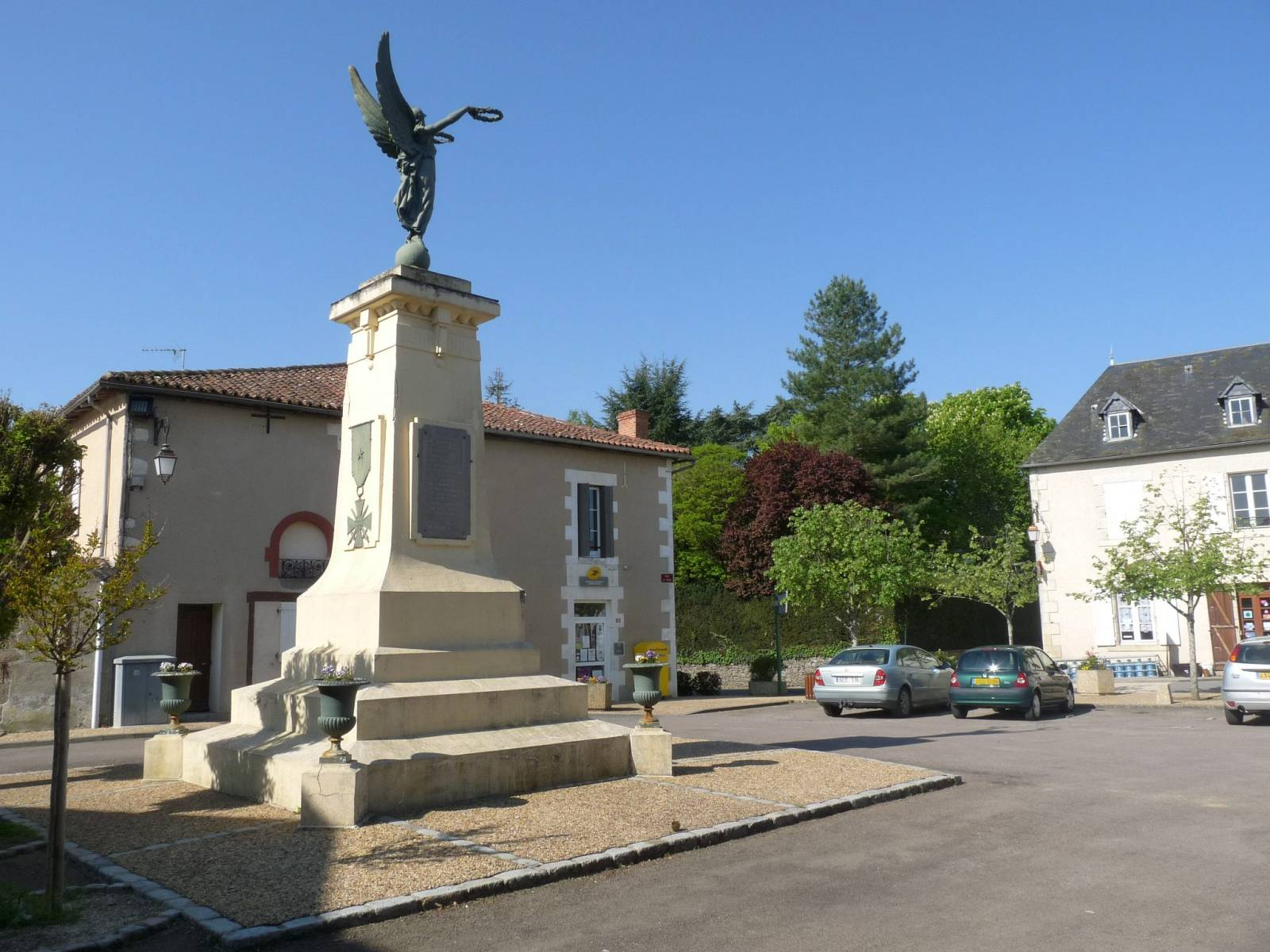
Place de l'Église en 2011.
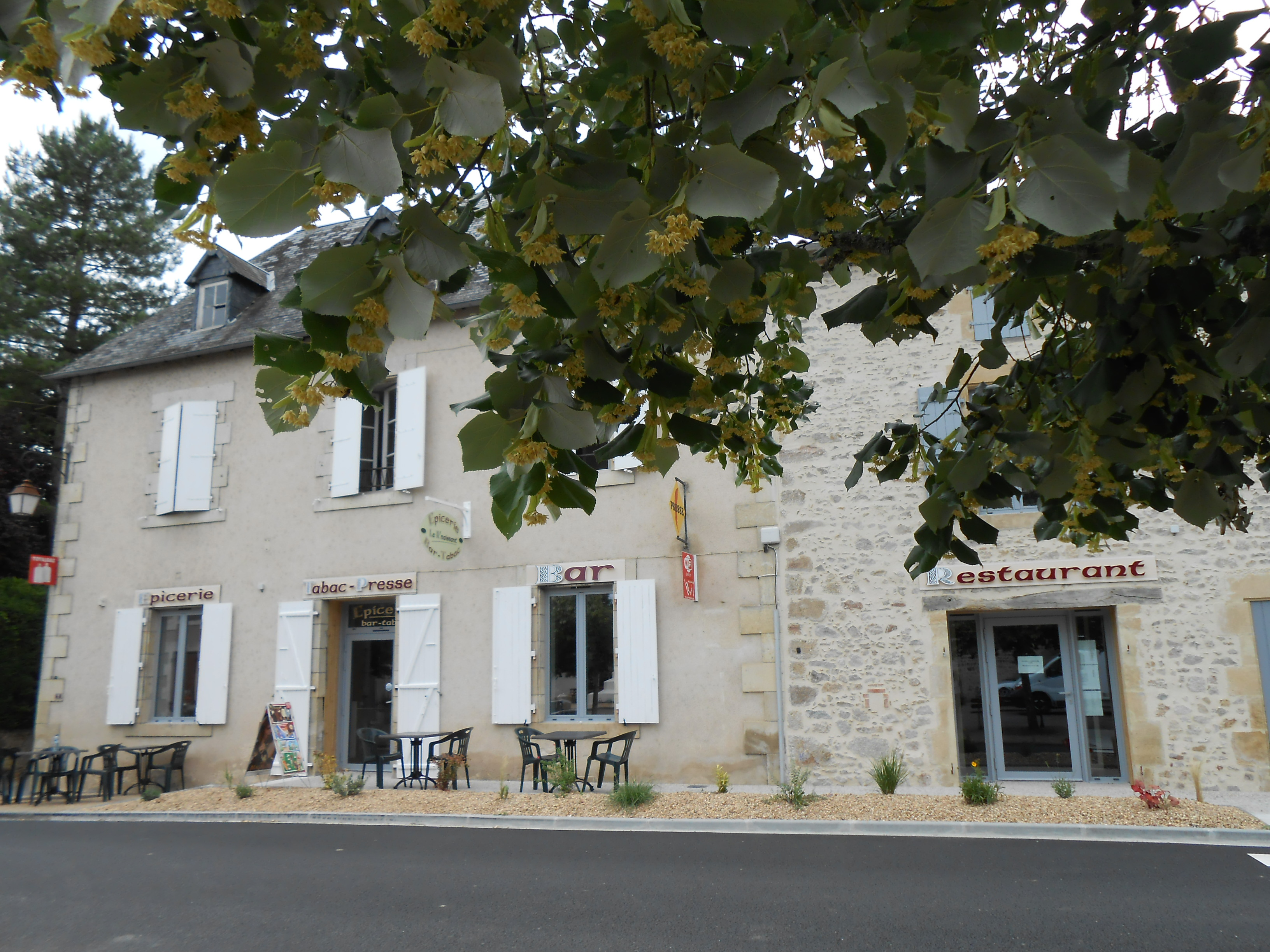
L'épicerie-bar en 2014.

## Équipements, services et vie locale

### Enseignement
L'école élémentaire publique, jouxtant la mairie, comporte deux classes. Elle fait partie d'un regroupement pédagogique intercommunal (RPI) regroupant les écoles des communes de Brillac et d'Oradour-Fanais pour la maternelle, d'Abzac, Lesterps et Lessac pour l'élémentaire. Ce RPI s'appelle Boreall. Le secteur du collège est Confolens,.

### Activités sportives
- Club d'escrime[41].

## Lieux et monuments

### Le dolmen de Sainte-Madeleine

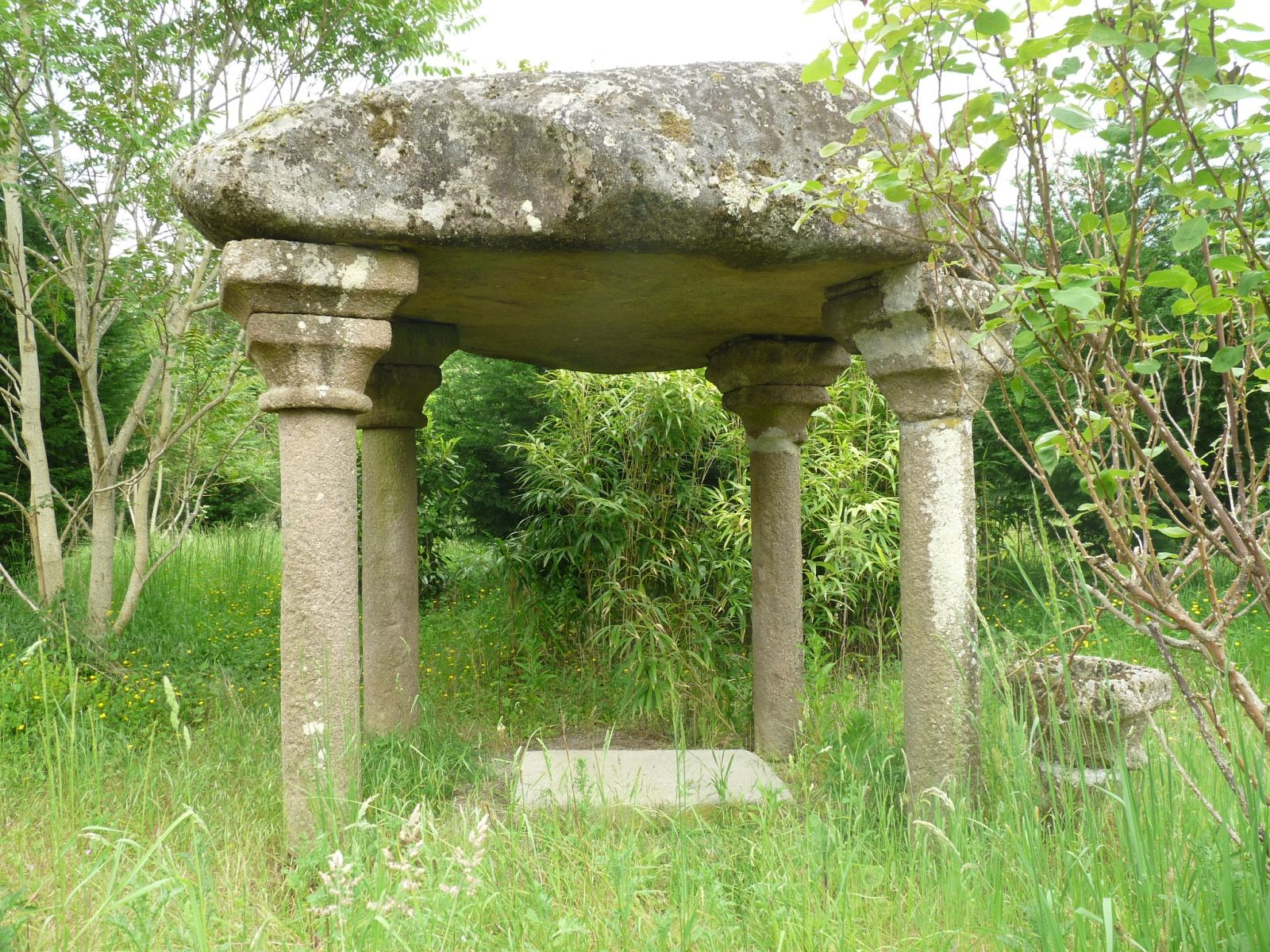
Le dolmen de Sainte-Madeleine.

Avant d'atteindre le bourg de Saint-Germain-de-Confolens, la Vienne se divise en deux bras, enserrant une grande île qui fait partie de la commune de Lessac, l'île Sainte-Madeleine, dans laquelle se dresse ce dolmen, transformé à une époque indéterminée en sanctuaire chrétien, puis transformé en chapelle au XVIIe siècle. Une légende raconte que l'énorme pierre a été apportée dans l'île par sainte Madeleine ; ce dolmen est connu sous le nom de Pierre de la Madeleine. Il a la forme d'un triangle irrégulier dont la plus grande longueur est d'environ 4,50 m, et la plus grande largeur, environ 3,50 m ; c'est une table de granit dont la plus grande épaisseur est d'environ 1 m.
Les supports d'origine ont disparu et ont fait place étrangement à quatre colonnes cylindriques style Renaissance, également en pierre granitique, couronnées par un chapiteau en style du XIIe siècle, à moulure unie, avec astragale et tailloir carré.
Sa principale originalité, c'est qu'il abritait un autel chrétien, orienté d'ouest en est, ainsi que ses quatre fins piliers. Il est classé monument historique depuis 1900. Son accès est privé.

### Patrimoine religieux
- L'église paroissiale Saint-Pierre date du XIIIe siècle. La nef a été refaite.
- Ancienne chapelle Sainte-Radegonde.

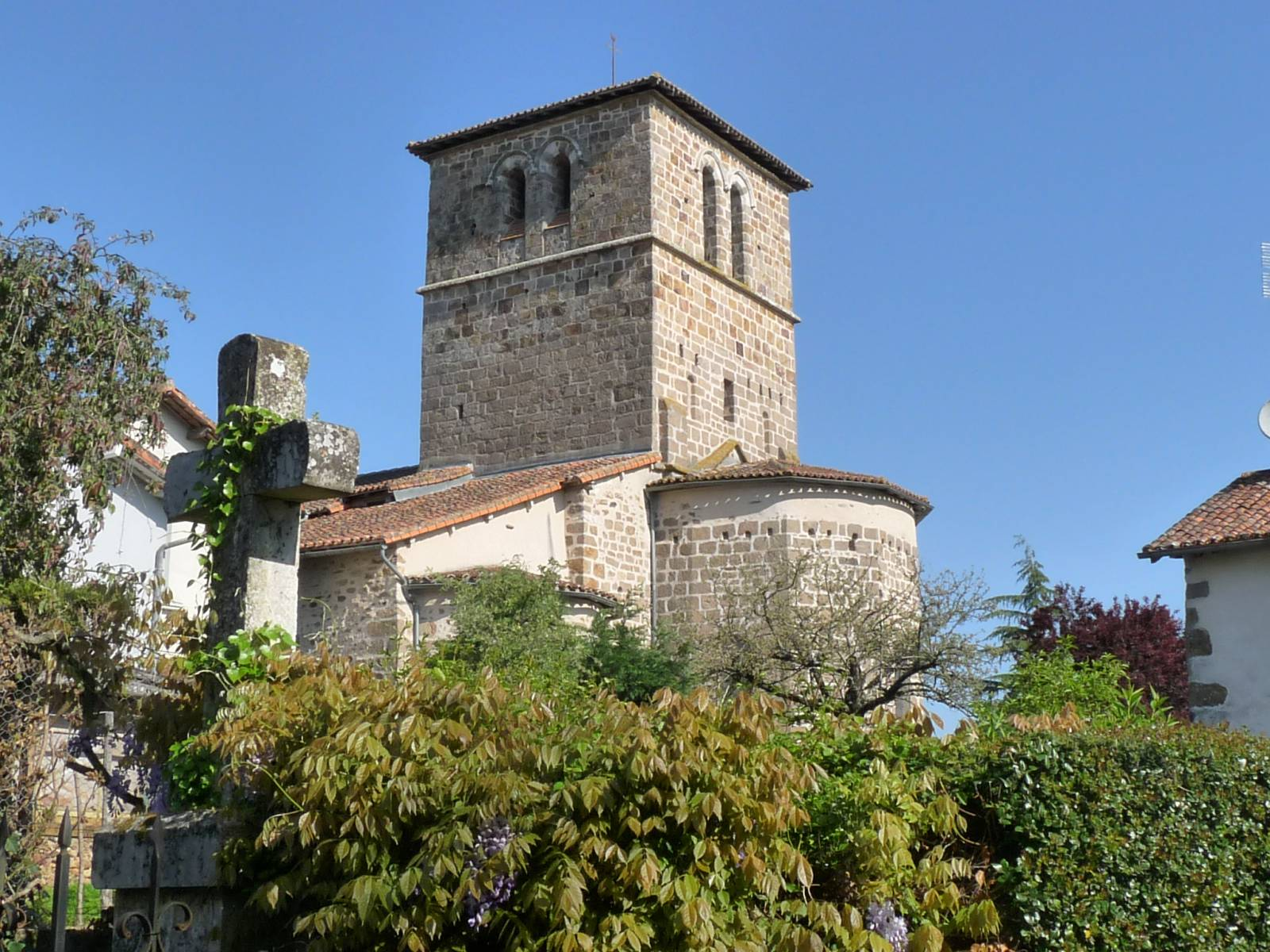
Le clocher de l'église Saint-Pierre.
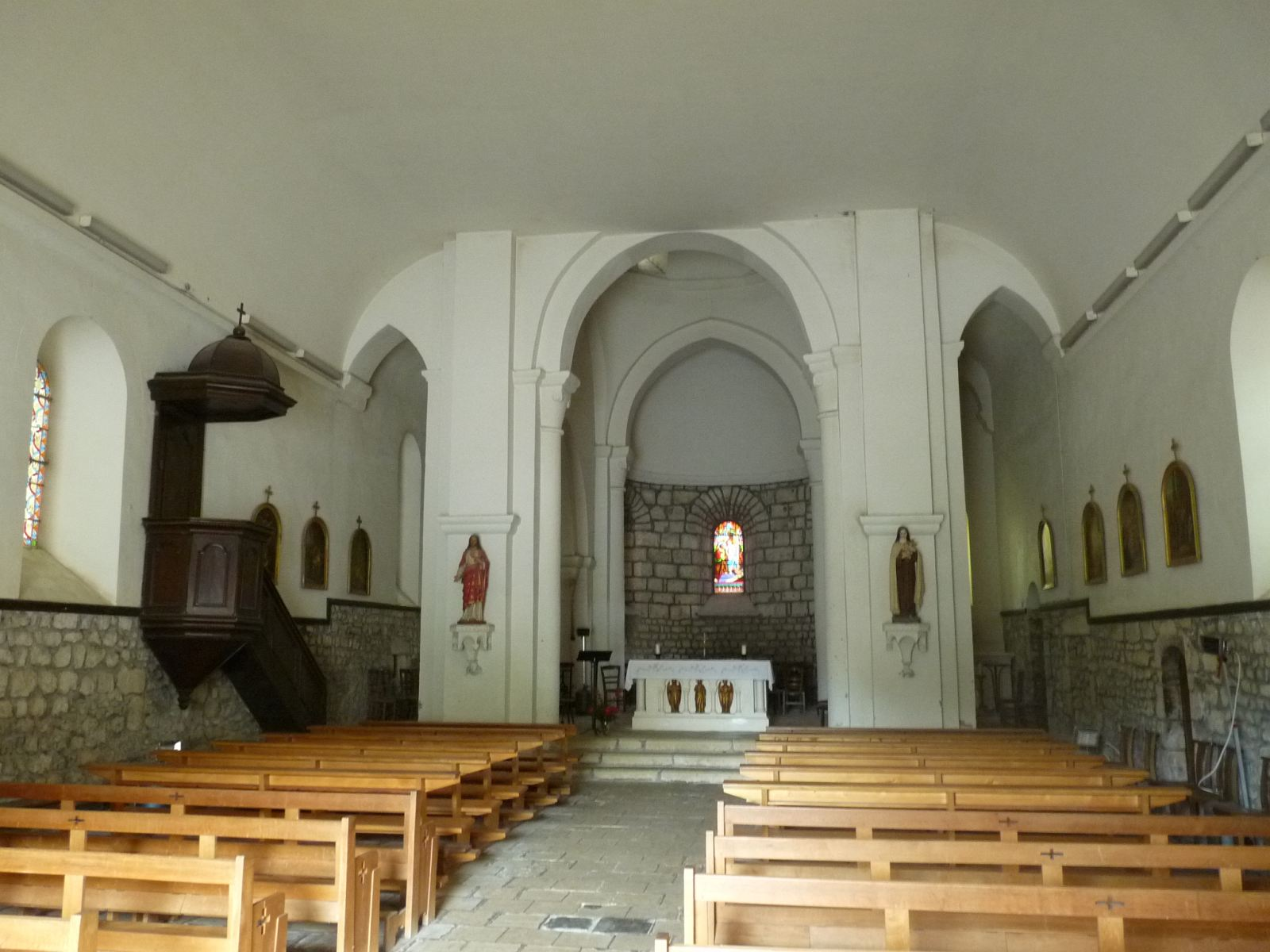
L'intérieur de l'église.
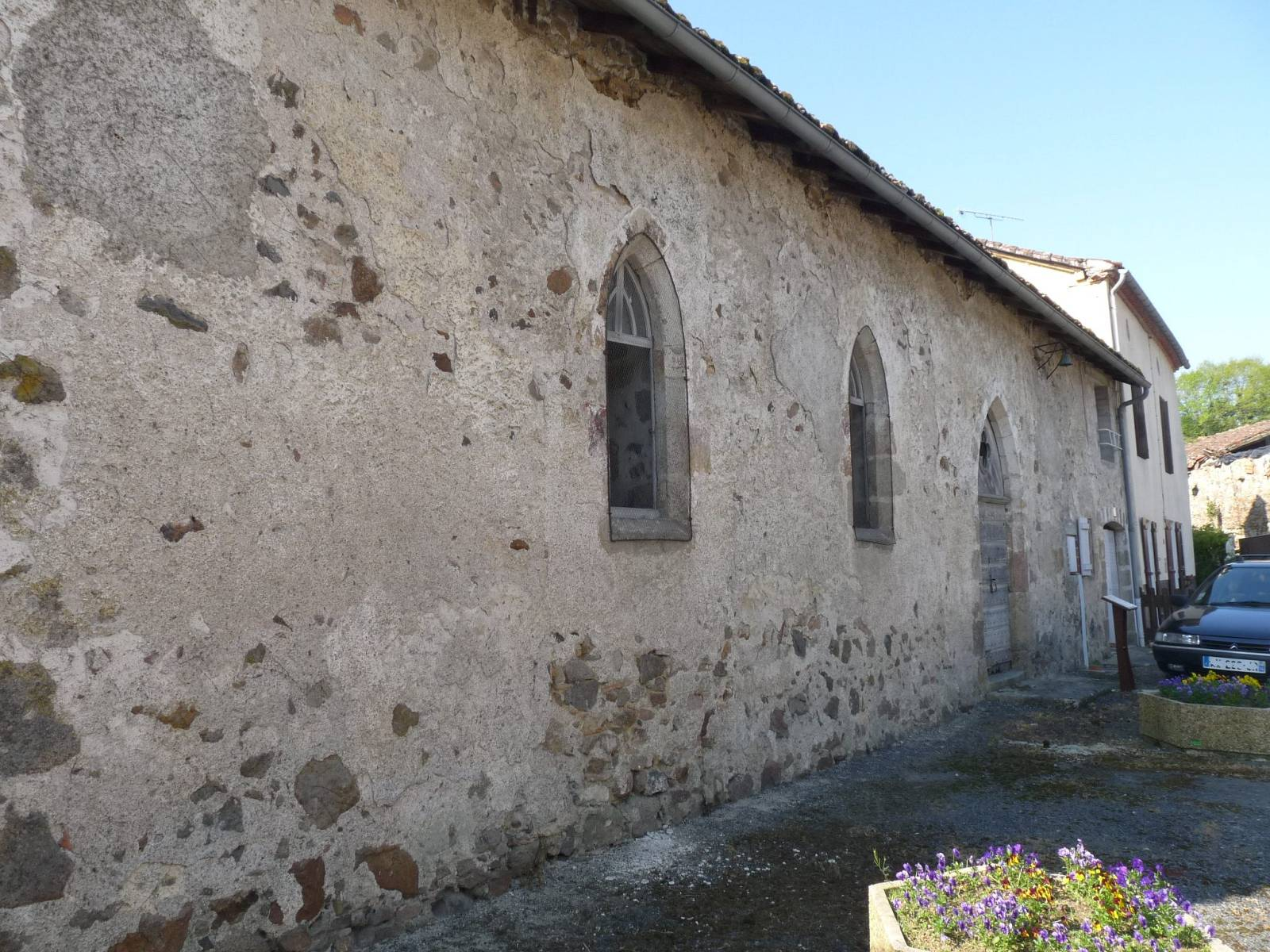
La chapelle Sainte-Radegonde.

### Culture
- Le Domaine de Boisbuchet, centre international de recherche en design et architecture, fondé en 1986[43]. Installé sur 150 ha, ce centre privé propose des ateliers, des expositions, des événements ainsi qu'une collection de design, et met une bibliothèque à disposition des visiteurs.